# دستیار (فیلم)
دستیار (انگلیسی: The Assistant) یک فیلم در ژانر درام به کارگردانی کیتی گرین محصول کشور آمریکا است که در سال ۲۰۱۹ منتشر شد. از بازیگران آن می‌توان به جولیا گارنر، متیو مک‌فادین و کریستین فروست اشاره کرد.
اولین نمایش جهانی آن در ۳۰ اوت ۲۰۱۹ در جشنواره فیلم تلیوراید بود. این فیلم در ۳۰ ژانویه ۲۰۲۰ توسط بلیکر استریت منتشر خواهد شد.

## داستان
داستان فیلم در مورد یک زن جوان فارغ‌التحصیل است که به تازگی وارد یک شرکت تولید فیلم شده‌است.